# Бондаренко, Илья Николаевич
Илья́ Никола́евич Бондаре́нко  (род. 16 февраля 1982, Тольятти, Самарская область, СССР) — российский спидвейный гонщик. Мастер спорта.  Девятикратный чемпион России в командном зачёте.

## Семья
Происходит из спортивной семьи. Отец — Николай Бондаренко — вице-чемпион СССР 1979 по мотогонкам на льду в личном зачёте. Дядя Анатолий Бондаренко (брат Николая) — 4-кратный чемпион мира (дважды в личном и дважды в командном зачётах) также по мотогонкам на льду.
Брат Ильи Павел Бондаренко — также профессиональный мотогонщик, занимался как классическим, так и ледовым спидвеем.

## Карьера
Первоначально занимался акробатикой (имеет первый взрослый разряд). В 13 лет стал заниматься спидвеем, первым тренером был Сергей Засыпалов. В юношеских соревнованиях представлял Мега-Ладу, однако в 1998 году, когда Илье исполнилось 16 лет (возраст допуска в юниорские и взрослые соревнования), он не проходил в основной состав тольяттинского клуба, а потому был отправлен в «Восток» набираться опыта.
На следующий год вернулся в Мега-Ладу, где непрерывно выступал с 1999 по 2009 год, завоевав 8 чемпионских титулов в командном зачёте и став бронзовым призёром личного первенства (2004). В 2010 г.  - в составе команды СК "Октябрьский".
В 2011 г. выступал только в английских спидвейных лигах, после 2011 г. временно приостановил участие в профессиональных спидвейных чемпионатах, однако перед сезоном 2014 вернулся в большой спорт, приняв участие в чемпионате Аргентины, а затем стартовав в КЧР-2014 в составе Мега-Лады и снова став чемпионом страны.
В 2020 г. вновь вернулся в КЧР в составе «Востока».
Помимо мотогонок, принимал участие в кубке Тольятти по маунтинбайку среди велогонщиков-любителей.

## Среднезаездный результат
| Лига         | 1998         | 1999            | 2000            | 2001            | 2002            | 2003            | 2004            | 2005            | 2006            | 2007            | 2008            | 2009            | 2010              | 2011         | 2014            | 2020         |
| ------------ | ------------ | --------------- | --------------- | --------------- | --------------- | --------------- | --------------- | --------------- | --------------- | --------------- | --------------- | --------------- | ----------------- | ------------ | --------------- | ------------ |
| Флаг России  | 1,000 Восток | 0,839 Мега-Лада | 1,435 Мега-Лада | 1,439 Мега-Лада | 1,524 Мега-Лада | 2,063 Мега-Лада | 2,551 Мега-Лада | 1,686 Мега-Лада | 2,293 Мега-Лада | 2,000 Мега-Лада | 1,200 Мега-Лада | 1,171 Мега-Лада | 1,528 Октябрьский | -            | 1,917 Мега-Лада | 1,214 Восток |
| (II)         | -            | -               | -               | -               | -               | -               | -               | -               | -               | 1,462 Локомотив | 1,533 Ровно     | 1,700 Колеяж О  | 1,000 Колеяж О    | -            | -               | -            |
| Флаг Украины | -            | -               | -               | -               | -               | -               | -               | -               | -               | -               | -               | 2,167 Каскад    | 0,800 Каскад      | -            | -               | -            |
| (E)          | -            | -               | -               | -               | -               | -               | -               | -               | -               | -               | -               | -               | -                 | 0,333 Пул    | -               | -            |
| (P)          | -            | -               | -               | -               | -               | -               | -               | -               | -               | -               | -               | -               | -                 | 1,364 Лестер | -               | -            |

## Достижения
| - Чемпионат России по спидвею среди юношей: в личном зачёте — 3 место (1995), 1 место (1997, 1998, 1999) в командном зачёте — 1 место (1995, 1997, 1998, 1999) - Чемпионат России по спидвею среди юниоров: в личном зачёте — 3 место (2003) в командном зачёте — 3 место (2003) - Чемпионат России по спидвею в командном зачёте — 3 место (1998, 2009, 2020), 2 место (1999, 2000), 1 место (2001, 2002, 2003, 2004, 2005, 2006, 2007, 2008, 2014) в личном зачёте — 3 место (2004) в парном зачёте — 1 место (2000), 2 место (1999, 2001), 3 место (2006) - Мемориал Игоря Марко (Ровно)— 3 место (2008) - Мемориал Игоря Марко (Червоноград)— 3 место (2008) - Welsh Open (Ньюпорт) – 3 место (2011) | Гран-При Челлендж 2007 — 10 место в четвертьфинале Гран-При Челлендж 2009 — 7 место в полуфинале |  |